# Theodor Pintner
Theodor Pintner (* 5. September 1857 in Brünn; † 9. September 1942 in Wien) war ein österreichischer Zoologe.

## Leben
Pintner war der Sohn eines Tuchfabrikanten und studierte 1875 bis 1879 insbesondere Zoologie an der Universität Wien bei Carl Claus. Nach Unterbrechung des Studiums war er 1885 bis 1887 Assistent am Lehrstuhl für Geologie und Mineralogie der TH Brünn und 1887/88 Demonstrator am Zoologischen Institut der Universität Graz bei Ludwig Graff de Pancsova. Nach der Promotion 1888 wurde er Assistent von Claus am Zoologischen Institut der Universität Wien. 1894 wurde er Konservator, 1897 Privatdozent, 1901 außerordentlicher Titular-Professor, 1905 außerordentlicher Professor und 1913 ordentlicher Professor an der Universität Wien. Außerdem wurde er 1911 Honorardozent für Zoologie und Parasitologie an der Tierärztlichen Hochschule Wien. Zwei Jahre vor seiner Emeritierung 1927 wurde er kommissarischer Leiter des 1. Zoologischen Instituts.
Er befasste sich mit Anatomie und Histologie von Bandwürmern und mit deren Taxonomie und entdeckte das Wimperkölbchen im Exkretionssystem von Bandwürmern. In seinen Arbeiten hielt er sich eng an die detaillierte anatomische Beschreibung und befasste sich kaum mit Physiologie und nicht mit Spekulationen über die Phylogenese der Bandwürmer.
Er war Mitglied der Leopoldina und der Österreichischen Akademie der Wissenschaften (korrespondierendes Mitglied seit 1920, wirkliches Mitglied seit 1937).

## Schriften
- Untersuchungen über den Bau des Bandwurmkörpers mit besonderer Berücksichtigung der Tetrabothrien und Tetrarhynchen. (Link im OBV) Dissertation, Universität Graz, 1888. gedruckt in: Arbeiten aus dem zoologischen Institute der Universitaet Wien, 1880, Bd. 3